# El mejor amigo del hombre

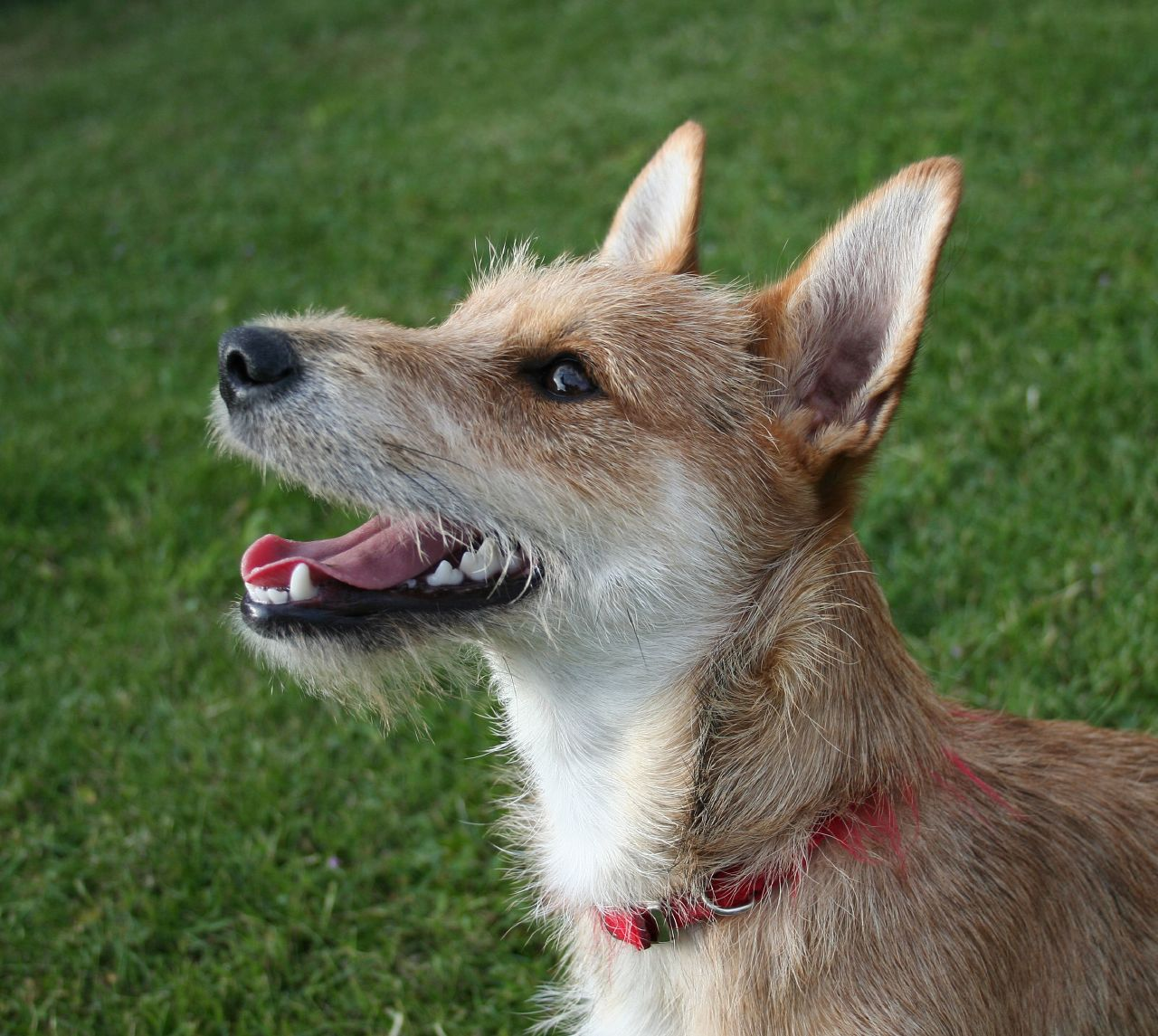
Al perro se le suele llamar el mejor amigo del hombre.

«El mejor amigo del hombre» es una frase común para describir a los perros domésticos. Se refiere a su historia milenaria de relaciones estrechas, lealtad, amistad y compañía con los humanos. El primer uso registrado de una frase relacionada es el de Federico II el Grande. Probablemente se popularizó por su uso en un poema de Ogden Nash y desde entonces se ha convertido en un término coloquial común.
Antes del siglo Xix, las razas de perros (que no fueran perros falderos) eran principalmente funcionales. Realizaban actividades como la caza, el rastreo, la vigilancia, la protección y la guardia, y el lenguaje que describe al perro suele reflejar estas funciones. Según el Oxford English Dictionary: «En los proverbios y frases más antiguos, los perros rara vez son representados como fieles o el mejor amigo del hombre, sino como viciosos, voraces o vigilantes». A partir del siglo XVII, multiplicándose en el XIX y floreciendo en el XX, el lenguaje y las actitudes hacia los perros cambiaron.

### Argos y Odiseo
En la Odisea de Homero (siglo VIII a. C.), al regreso de Odiseo, su querido perro Argos es el único individuo que le reconoce a su regreso.

Así conversaban. Y un perro, que estaba echado, levantó la cabeza y las orejas: era Argos, el perro del fiel Ulises, a quien él había criado, aunque luego no pudo disfrutar de su compañía porque tuvo que partir hacia la sagrada Troya. Anteriormente los jóvenes lo llevaban a cazar cabras montesas, ciervos y liebres; pero ahora, en ausencia de su dueño, yacía abandonado sobre una gran cantidad de estiércol de mulos y bueyes que se depositaba cerca de la puerta para que los siervos de Ulises lo usaran como abono en los extensos campos. Allí estaba Argos, tendido y lleno de garrapatas. Al darse cuenta de que Ulises se acercaba, le movió la cola y dejó caer las orejas, pero ya no podía salir a recibir a su amo; y cuando Ulises lo vio, se limpió una lágrima que logró ocultar a Eumeo, a quien luego le hizo esta pregunta:

«¡Eumeo! Es sorprendente que este perro esté tumbado en el estiércol, pues su cuerpo es hermoso; aunque no sé si, con tanta belleza, fue ágil para correr o si era como aquellos que algunos tienen en sus mesas y los crían solo por placer».

Y tú le respondiste así, porquero Eumeo: «Este perro perteneció a un hombre que ha muerto lejos de aquí. Si fuera como era en cuerpo y en actividad cuando Ulises lo dejó al irse a Troya, admirarías su agilidad y vigor: no dejaba escapar ninguna presa que levantara, ni siquiera en lo más profundo de un bosque denso, porque era muy hábil en seguir un rastro. Pero ahora los problemas lo agobian porque su amo murió lejos de su tierra natal, y las descuidadas sirvientas no lo cuidan, porque los sirvientes, una vez que el amo deja de darles órdenes, no quieren trabajar como deben; el sabio Júpiter le quita a un hombre la mitad de su virtud el mismo día en que se convierte en esclavo».
Adaptación del Libro XVII de la Odisea.

### El rey Federico de Prusia
La afirmación de que el perro es el mejor amigo del hombre fue registrada por primera vez por Federico, rey de Prusia (1740-1786). Federico se refirió a uno de sus galgos italianos como su mejor amigo.

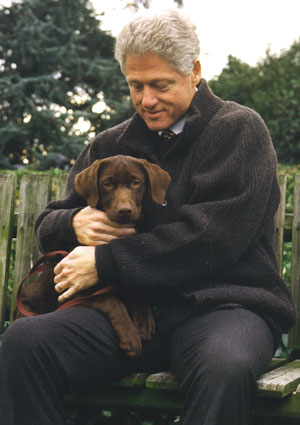
El perro como «mejor amigo»:El colega del entonces presidente de EE. UU., Bill Clinton, desde 1997 hasta 2002.

### Voltaire
Sin embargo, mucho antes, Voltaire había escrito en su Diccionario filosófico de 1764:

PERRO: Al parecer, la naturaleza ofreció el perro al hombre para su defensa y recreo. Es el más fiel de los animales, el mejor amigo del hombre.

### Ogden Nash
En 1941, Ogden Nash escribió «Una introducción a los perros», que comienza:

El perro es el mejor amigo del hombre.

Tiene la cola en un extremo.
Por delante tiene dientes.

Por debajo, cuatro patas.

## Investigaciones científicas

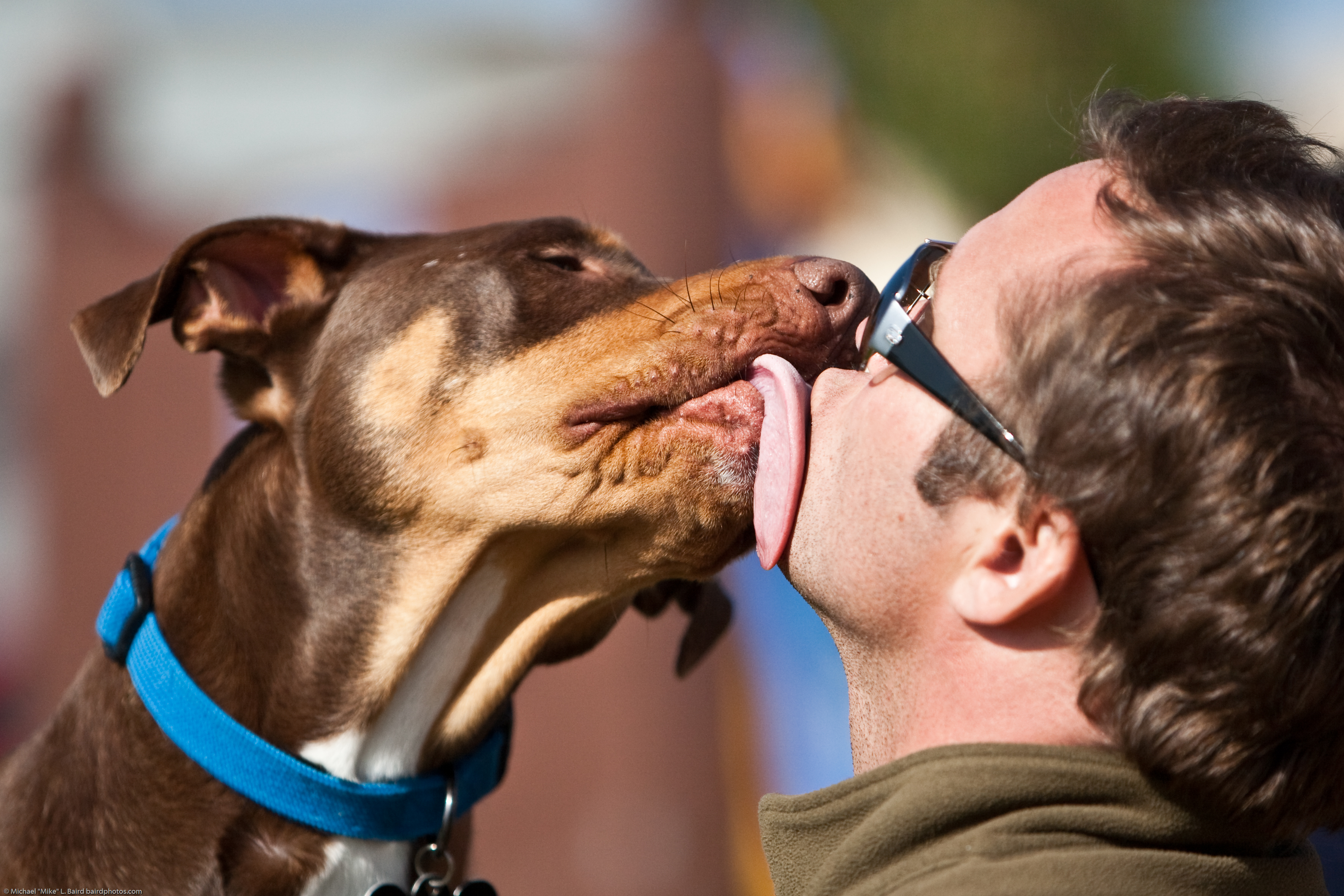
Mientras que la «amistad» desde el punto de vista del humano con respecto a su perro se puede medir cuantitativamente, la «amistad» del perro en relación con su humano es mucho más difícil de cuantificar.

### El mejor amigo del hombre
La afirmación de que el perro es el mejor amigo del hombre no es una afirmación objetiva —aunque es frecuentemente expresada— sino que representa una opinión individual.
En casos concretos, el cuestionario de tres partes de la Monash Dog Owner Relationship Scale (MDORS) puede utilizarse para evaluar psicométricamente (en casos individuales) y cuantificar (con respecto a una población definida de propietarios de perros) la percepción de «amistad» de una persona con respecto a su perro.
En casos extremos, puede observarse una humanización exagerada del perro por parte de su dueño en la relación hombre-perro. Un estudio psicológico realizado en 2008 por la Universidad de Bonn sobre casi 2800 propietarios de perros reveló que alrededor del 43 % de todos los propietarios de perros pertenecen a un tipo descrito en el estudio como «propietarios de perros amantes de la naturaleza y sociales». Aproximadamente un tercio (35 %) de todos los propietarios de perros fueron asignados al tipo de «propietario de perro fuertemente centrado y emocionalmente apegado» y el 22 % al tipo de «propietario de perro prestigioso y humanizador», lo que sugiere que aproximadamente el 60 % de todos los propietarios de perros «humanizan» a su perro y, por tanto, desarrollan un fuerte apego emocional hacia él (cómo un ¿«amigo»?).

### El mejor amigo del perro
Para preguntar por el «mejor amigo» desde la perspectiva del perro, es decir, para determinar la relación y el apego del perro a un humano, se realizan pruebas de investigación conductual con el perro en las que está presente o ausente un humano conocido por el perro y que, en este último caso, cumple las especificaciones conductuales del procedimiento de prueba.
Una tesis de la Universidad de Ciencias Agrícolas de Upsala (Suecia) investigó hasta qué punto el «nivel de amistad» individual del propietario (o de otra persona), medido por el MDORS, se correlaciona con las «actitudes de amistad» del perro, medidas mediante el procedimiento de la situación extraña (PSE). Las pruebas de situaciones extrañas se desarrollaron para estudiar las relaciones madre-hijo; en la psicología comparada, este tipo de prueba conductual se ha adaptado a los perros domésticos.
Se observó el comportamiento de los perros, por un lado, después de que sus dueños (u otra persona conocida) los dejaran solos en el piso, y, por otro lado, qué comportamiento y qué elementos predefinidos del lenguaje corporal muestran cuando su dueño (o la otra persona conocida) regresa.
Se han encontrado tres parámetros que determinan el comportamiento del perro:
- Las «expresiones de amistad» en los perros dependen de la ausencia temporal de la persona conocida; las ausencias breves (es decir, un intervalo de separación corto) provocan un comportamiento menos pronunciado que los períodos de ausencia más largos.
- Cuanto más tiempo lleve un perro familiarizado con una persona, es decir, cuanto más tiempo haya interactuado con ella en el pasado, más claramente mostrará el perro un «comportamiento de alegría» cuando la vuelva a ver.
- Las «expresiones físicas de amistad» (lamer, mover la cola, agitarse, etc.) en el reencuentro son tanto más intensas en el perro cuanto más intensamente se relaciona la persona con el perro en ese momento (simplemente estando allí, o volviéndose hacia, o tocando, o hablando con este).

El nivel de «expresiones de amistad» en el perro es paralelo a estos parámetros, pero no depende del «nivel de amistad» emocional de MDORS de la persona con la que el perro interactúa.

## Más «amigos del hombre»
Además de la asociación casi exclusiva del perro como «el mejor amigo del hombre», esta también representa, aunque raramente, otros objetos metafísicos y reales.
- La muerte: «La muerte es la mejor amiga del hombre» se atribuye a Mozart (1756-1791),[8] pero también se encuentra en otras fuentes en 1790[9] y 1896.[10]
- Dios: «Dios también se muestra como el mejor amigo del hombre a través de esta alianza, porque de este modo quiere recibirlo en su amistad eterna y, tras el cumplimiento de las condiciones de esta alianza, comunicarle su amor por la eternidad».[11][12]
- Lucifer: «Este Lucifer es verdaderamente el portador de la luz, el genio de la ciencia, el espíritu orgulloso y desafiante de la crítica, el mejor amigo del hombre, derribado porque no se arrastró y mintió, pero indomable porque es eterno como su enemigo».[13]
- Comprensión: «Así como el entendimiento es el mejor amigo del hombre, la ignorancia es su peor enemigo».[14]
- Piojo: «El mejor amigo del hombre: el piojo»[15] debe entenderse de forma irónica, ya que los piojos han acompañado al Homo sapiens a lo largo de toda su historia evolutiva, es decir, mucho más tiempo que el perro, cuya coexistencia con el ser humano se estima entre 32 000[16][17] y 135 000 años.
- Libro: Se dice que Wilhelm Hauff dijo: «El mejor amigo del hombre es el libro. Siempre está dispuesta a dedicarse a nosotros y nunca se disgusta cuando la apartamos».[18]